# Любомир Йовчич
Любомир Йовчич (на сръбски: Љубомир Јовчић или Ljubomir Jovčić) е сръбски учител, деец на Сръбската пропаганда в Македония.

## Биография
Роден е около 1875 година в Парачин, Сърбия. Завършва отдела по история и география във Великата школа в 1898 година. Полага професионалния изпит през януари 1903 година. По убеждение е социалист. Преподава в гимназията „Войвода Милан Обренович“ (1889 - 1899). След това преподава история, латински и френски език в гимназията в Ужице от 1900 до 1902 година. Преподава в Призренската семинария през 1902/1903 година, в Плевленската гимназия през 1903/1904 година. В Плевля разпространява социалистически идеи, пише в различни вестници и държи публични речи. Изказва се зле за духовенството и рашко-призренският митрополит Никифор Перич го изгонва от епархията си. В 1904/1905 година преподава в Битолската сръбска гимназия. В 1909/1912 година преподава в гимназията във Валево. Преподава география и обща история.
Умира на 13 март 1912 година в окръжната болница във Валево.